# 2002-es úszó-Európa-bajnokság
A 2002-es úszó-Európa-bajnokságot Berlinben, Németországban rendezték július 25. és augusztus 4. között. Az Eb-n 57 versenyszámot rendeztek. 38-at úszásban, 6-ot nyílt vízi úszásban, 10-et műugrásban és 3-at szinkronúszásban. A programba került a 10 km-es nyílt vízi úszás.

## Éremtáblázat
(A táblázatban Magyarország és a rendező nemzet eltérő háttérszínnel kiemelve.)
| Helyezés | Nemzet           | Arany | Ezüst | Bronz | Összesen |
| 1.       | Németország      | 15    | 12    | 9     | 36       |
| 2.       | Oroszország      | 11    | 7     | 8     | 26       |
| 3.       | Olaszország      | 7     | 6     | 7     | 20       |
| 4.       | Ukrajna          | 6     | 5     | 6     | 17       |
| 5.       | Svédország       | 4     | 3     | 4     | 11       |
| 6.       | Hollandia        | 4     | 0     | 2     | 6        |
| 7.       | Franciaország    | 2     | 3     | 4     | 9        |
| 8.       | Lengyelország    | 2     | 1     | 1     | 4        |
| 9.       | Finnország       | 2     | 0     | 0     | 2        |
| 10.      | Spanyolország    | 1     | 5     | 2     | 8        |
| 11.      | Ausztria         | 1     | 2     | 1     | 4        |
| 12.      | Szlovákia        | 1     | 2     | 0     | 3        |
| 13.      | Horvátország     | 1     | 0     | 2     | 3        |
| 14.      | Magyarország     | 0     | 8     | 1     | 9        |
| 15.      | Fehéroroszország | 0     | 1     | 6     | 7        |
| 16.      | Románia          | 0     | 1     | 2     | 3        |
| 17.      | Svájc            | 0     | 1     | 0     | 1        |
| 18.      | Görögország      | 0     | 0     | 1     | 1        |
| 18.      | Szlovénia        | 0     | 0     | 1     | 1        |
| Összesen | Összesen         | 57    | 57    | 57    | 171      |

## Érmesek

### Úszás

#### Férfi
| Versenyszám               | Arany                                                                                               | Arany    | Ezüst                                                                            | Ezüst    | Bronz                                                                                           | Bronz    |
| ------------------------- | --------------------------------------------------------------------------------------------------- | -------- | -------------------------------------------------------------------------------- | -------- | ----------------------------------------------------------------------------------------------- | -------- |
| 50 m-es gyorsúszás        | Bartosz Kizierowski · Lengyelország                                                                 | 22,18    | Lorenzo Vismara · Olaszország                                                    | 22,26    | Oleksandr Volynets · Ukrajna                                                                    | 22,31    |
| 100 m-es gyorsúszás       | Pieter van den Hoogenband · Hollandia                                                               | 47,86    | Alekszandr Popov · Oroszország                                                   | 48,94    | Duje Draganja · Horvátország                                                                    | 49,31    |
| 200 m-es gyorsúszás       | Pieter van den Hoogenband · Hollandia                                                               | 1:44,89  | Emiliano Brembilla · Olaszország                                                 | 1:46,94  | Massimiliano Rosolino · Olaszország                                                             | 1:47,98  |
| 400 m-es gyorsúszás       | Emiliano Brembilla · Olaszország                                                                    | 3:46,60  | Massimiliano Rosolino · Olaszország                                              | 3:48,70  | Dragoș Coman · Románia                                                                          | 3:48,78  |
| 1500 m-es gyorsúszás      | Yuri Prilukov · Oroszország                                                                         | 15:03,88 | Christian Minotti · Olaszország                                                  | 15:04,16 | Igor Chervynskyi · Ukrajna                                                                      | 15:07,65 |
|                           | |          |                                                                                  |          |                                                                                                 |          |
| 50 m-es hátúszás          | Thomas Rupprath · Németország                                                                       | 25,05    | Stev Theloke · Németország                                                       | 25,12    | Bartosz Kizierowski · Lengyelország                                                             | 25,52    |
| 100 m-es hátúszás         | Stev Theloke · Németország                                                                          | 54,42    | Markus Rogan · Ausztria                                                          | 54,54    | Pierre Roger · Franciaország                                                                    | 54,89    |
| 200 m-es hátúszás         | Gordan Kožulj · Horvátország                                                                        | 1:58,70  | Markus Rogan · Ausztria                                                          | 1:58,83  | Marko Strahija · Horvátország                                                                   | 1:58,89  |
|                           | |          |                                                                                  |          |                                                                                                 |          |
| 50 m-es mellúszás         | Oleg Lisogor · Ukrajna                                                                              | 27,18    | Flaskay Mihály · Magyarország                                                    | 27,51    | Güttler Károly · Magyarország                                                                   | 27,85    |
| 100 m-es mellúszás        | Oleg Lisogor · Ukrajna                                                                              | 1:00,29  | Roman Sloudnov · Oroszország                                                     | 1:00,72  | Hugues Duboscq · Franciaország                                                                  | 1:01,04  |
| 200 m-es mellúszás        | Davide Rummolo · Olaszország                                                                        | 2:11,37  | Yohan Bernard · Franciaország                                                    | 2:11,77  | Roman Sloudnov · Oroszország                                                                    | 2:11,82  |
|                           | |          |                                                                                  |          |                                                                                                 |          |
| 50 m-es pillangóúszás     | Jere Hård · Finnország                                                                              | 23,50    | Thomas Rupprath · Németország                                                    | 23,78    | Lars Frölander · Svédország                                                                     | 23,85    |
| 100 m-es pillangóúszás    | Thomas Rupprath · Németország                                                                       | 51,94    | Andriy Serdinov · Ukrajna                                                        | 52,17    | Denys Sylantyev · Ukrajna                                                                       | 52,36    |
| 200 m-es pillangóúszás    | Franck Esposito · Franciaország                                                                     | 1:55,18  | Denys Sylantyev · Ukrajna                                                        | 1:55,42  | Anatoly Polyakov · Oroszország                                                                  | 1:55,62  |
|                           | |          |                                                                                  |          |                                                                                                 |          |
| 200 m-es vegyesúszás      | Jani Sievinen · Finnország                                                                          | 1:59,30  | Alessio Boggiatto · Olaszország                                                  | 1:59,83  | Markus Rogan · Ausztria                                                                         | 2:00,50  |
| 400 m-es vegyesúszás      | Alessio Boggiatto · Olaszország                                                                     | 4:13,19  | Batházi István · Magyarország                                                    | 4:17,33  | Nicolas Rostoucher · Franciaország                                                              | 4:19,19  |
|                           | |          |                                                                                  |          |                                                                                                 |          |
| 4 × 100 m-es gyorsváltó   | Németország · Lars Conrad · Stefan Herbst · Torsten Spanneberg · Stephan Kunzelmann                 | 3:17,67  | Svédország · Eric la Fleur · Stefan Nystrand · Lars Frölander · Mattias Ohlin    | 3:17,75  | Olaszország · Lorenzo Vismara · Christian Galenda · Michele Garcia · Simone Cercato             | 3:18,20  |
| 4 × 200 m-es gyorsváltó   | Olaszország · Matteo Pelliciari · Emiliano Brembilla · Federico Cappellazzo · Massimiliano Rosolino | 7:12,18  | Németország · Moritz Zimmer · Stefan Pohl · Lars Conrad · Stefan Herbst          | 7:17,59  | Görögország · Athanasios Oikonomou · Nikolaos Xylouris · Ioannis Kokkodis · Spyridon Gianniotis | 7:20,67  |
| 4 × 100 m-es vegyes váltó | Oroszország · Yevgeniy Alechin · Roman Sloudnov · Igor Marchenko · Alekszandr Popov                 | 3:36,21  | Franciaország · Pierre Roger · Hugues Duboscq · Franck Esposito · Romain Barnier | 3:36,55  | Németország · Stev Theloke · Jens Kruppa · Thomas Rupprath · Stefan Herbst                      | 3:37,05  |

#### Női
| Versenyszám               | Arany                                                                                    | Arany   | Ezüst                                                                                       | Ezüst   | Bronz                                                                                 | Bronz   |
| ------------------------- | ---------------------------------------------------------------------------------------- | ------- | ------------------------------------------------------------------------------------------- | ------- | ------------------------------------------------------------------------------------- | ------- |
| 50 m-es gyorsúszás        | Therese Alshammar · Svédország                                                           | 24,84   | Martina Moravcová · Szlovákia                                                               | 25,09   | Aljakszandra Heraszimenya · Fehéroroszország                                          | 25,24   |
| 100 m-es gyorsúszás       | Franziska van Almsick · Németország                                                      | 54,39   | Martina Moravcová · Szlovákia                                                               | 54,61   | Alena Popchanka · Fehéroroszország                                                    | 54,62   |
| 200 m-es gyorsúszás       | Franziska van Almsick · Németország                                                      | 1:56,64 | Camelia Potec · Románia                                                                     | 1:57,80 | Alena Popchanka · Fehéroroszország                                                    | 1:57,91 |
| 400 m-es gyorsúszás       | Jana Klocskova · Ukrajna                                                                 | 4:07,10 | Risztov Éva · Magyarország                                                                  | 4:07,24 | Camelia Potec · Románia                                                               | 4:09,49 |
| 800 m-es gyorsúszás       | Jana Henke · Németország                                                                 | 8:23,83 | Risztov Éva · Magyarország                                                                  | 8:28,06 | Hannah Stockbauer · Németország                                                       | 8:30,97 |
|                           |                                                                                          |         |                                                                                             |         |                                                                                       |         |
| 50 m-es hátúszás          | Nina Zhivanevskaya · Spanyolország                                                       | 28,58   | Sandra Völker · Németország                                                                 | 28,81   | Aljakszandra Heraszimenya · Fehéroroszország                                          | 28,86   |
| 100 m-es hátúszás         | Stanislava Komarova · Oroszország                                                        | 1:01,40 | Sandra Völker · Németország                                                                 | 1:01,42 | Antje Buschschulte · Németország                                                      | 1:01,56 |
| 200 m-es hátúszás         | Stanislava Komarova · Oroszország                                                        | 2:09,49 | Nina Zhivanevskaya · Spanyolország                                                          | 2:10,27 | Irina Amshennikova · Ukrajna                                                          | 2:11,59 |
|                           |                                                                                          |         |                                                                                             |         |                                                                                       |         |
| 50 m-es mellúszás         | Emma Igelström · Svédország                                                              | 31,17   | Svetlana Bondarenko · Ukrajna                                                               | 31,77   | Yelena Bogomazova · Oroszország                                                       | 32,10   |
| 100 m-es mellúszás        | Emma Igelström · Svédország                                                              | 1:07,87 | Svetlana Bondarenko · Ukrajna                                                               | 1:09,28 | Yelena Bogomazova · Oroszország                                                       | 1:09,53 |
| 200 m-es mellúszás        | Mirna Jukić · Ausztria                                                                   | 2:25,83 | Anne Poleska · Németország                                                                  | 2:27,37 | Emma Igelström · Svédország                                                           | 2:27,61 |
|                           |                                                                                          |         |                                                                                             |         |                                                                                       |         |
| 50 m-es pillangóúszás     | Anna-Karin Kammerling · Svédország                                                       | 25,57   | Daniela Samulski · Németország                                                              | 26,86   | Chantal Groot · Hollandia                                                             | 26,91   |
| 100 m-es pillangóúszás    | Martina Moravcová · Szlovákia                                                            | 57,20   | Otylia Jędrzejczak · Lengyelország                                                          | 57,97   | Anna-Karin Kammerling · Svédország                                                    | 58,94   |
| 200 m-es pillangóúszás    | Otylia Jędrzejczak · Lengyelország                                                       | 2:05,78 | Risztov Éva · Magyarország                                                                  | 2:08,24 | Annika Mehlhorn · Németország                                                         | 2:09,37 |
|                           |                                                                                          |         |                                                                                             |         |                                                                                       |         |
| 200 m-es vegyesúszás      | Jana Klocskova · Ukrajna                                                                 | 2:11,59 | Hanna Shcherba · Fehéroroszország                                                           | 2:13,04 | Alenka Kejžar · Szlovénia                                                             | 2:14,24 |
| 400 m-es vegyesúszás      | Jana Klocskova · Ukrajna                                                                 | 4:35,10 | Risztov Éva · Magyarország                                                                  | 4:36,17 | Nicole Hetzer · Németország                                                           | 4:42,22 |
|                           |                                                                                          |         |                                                                                             |         |                                                                                       |         |
| 4 × 100 m-es gyorsváltó   | Németország · Katrin Meißner · Petra Dallmann · Sandra Völker · Franziska van Almsick    | 3:36,00 | Svédország · Josefin Lillhage · Johanna Sjöberg · Anna-Karin Kammerling · Therese Alshammar | 3:40,66 | Hollandia · Manon van Rooijen · Marleen Veldhuis · Chantal Groot · Wilma van Hofwegen | 3:41,98 |
| 4 × 200 m-es gyorsváltó   | Németország · Petra Dallmann · Alessa Ries · Hannah Stockbauer · Franziska van Almsick   | 7:59,07 | Spanyolország · Laura Roca · Melissa Caballero · Erika Villaecija · Tatiana Rouba           | 8:05,83 | Svédország · Josefin Lillhage · Johanna Sjöberg · Lisa Wanberg · Ida Mattson          | 8:08,46 |
| 4 × 100 m-es vegyes váltó | Németország · Antje Buschschulte · Simone Weiler · Franziska van Almsick · Sandra Völker | 4:01,54 | Svédország · Therese Alshammar · Emma Igelström · Anna-Karin Kammerling · Johanna Sjöberg   | 4:06,15 | Ukrajna · Irina Amshennikova · Svetlana Bondarenko · Jana Klocskova · Olga Mukomol    | 4:06,22 |

### Nyílt vízi úszás

#### Férfi
| Versenyszám               | Arany                           | Arany     | Ezüst                            | Ezüst     | Bronz                         | Bronz     |
| ------------------------- | ------------------------------- | --------- | -------------------------------- | --------- | ----------------------------- | --------- |
| 5 km-es nyílt vízi úszás  | Luca Baldini · Olaszország      | 55:35,6   | Thomas Lurz · Németország        | 56:24,5   | Stefano Rubaudo · Olaszország | 56:26,9   |
| 10 km-es nyílt vízi úszás | Vladimir Dyatchin · Oroszország | 1:55:27,9 | Yevgeniy Kochkarov · Oroszország | 1:55:29,9 | Luca Baldini · Olaszország    | 1:56:04,2 |
| 25 km-es nyílt vízi úszás | Yuri Kudinov · Oroszország      | 5:09:47,4 | Gilles Rondy · Franciaország     | 5:18:02,0 | David Meca · Spanyolország    | 5:18,27,1 |

#### Női
| Versenyszám               | Arany                      | Arany     | Ezüst                           | Ezüst     | Bronz                         | Bronz     |
| ------------------------- | -------------------------- | --------- | ------------------------------- | --------- | ----------------------------- | --------- |
| 5 km-es nyílt vízi úszás  | Viola Valli · Olaszország  | 1:00:25,9 | Hanna Miluska · Svájc           | 1:00:27,3 | Nadine Pastor · Németország   | 1:00:28,3 |
| 10 km-es nyílt vízi úszás | Edith van Dijk · Hollandia | 2:06:20,3 | Angela Maurer · Németország     | 2:06:22,5 | Britta Kamrau · Németország   | 2:06:22,7 |
| 25 km-es nyílt vízi úszás | Edith van Dijk · Hollandia | 5:27:34,0 | Olesiya Shalygina · Oroszország | 5:34:47,9 | Natalia Pankina · Oroszország | 5:34:51,4 |

### Műugrás

#### Férfi
| Versenyszám           | Arany                                             | Arany  | Ezüst                                            | Ezüst  | Bronz                                                    | Bronz  |
| --------------------- | ------------------------------------------------- | ------ | ------------------------------------------------ | ------ | -------------------------------------------------------- | ------ |
| 1 m-es műugrás        | Nicola Marconi · Olaszország                      | 390,81 | José Miguel Gil · Spanyolország                  | 385,86 | Christian Löffler · Németország                          | 377,94 |
| 3 m-es műugrás        | Dmitrij Szautyin · Oroszország                    | 495,45 | Andreas Wels · Németország                       | 463,59 | Vasiliy Lisovskiy · Oroszország                          | 456,06 |
| 10 m-es toronyugrás   | Heiko Meyer · Németország                         | 492,39 | Lengyel Imre · Magyarország                      | 426,27 | Aliaksandr Varlamau · Fehéroroszország                   | 400,62 |
| 3 m-es szinkronugrás  | Oroszország · Dmitrij Bajbakov · Dmitrij Szautyin | 360,33 | Németország · Tobias Schellenberg · Andreas Wels | 350,25 | Olaszország · Nicola Marconi · Tommaso Marconi           | 330,51 |
| 10 m-es szinkronugrás | Ukrajna · Anton Sacharov · Roman Volodkov         | 340,20 | Magyarország · Lengyel Imre · Hajnal András      | 315,06 | Fehéroroszország · Aliaksandr Varlamau · Andrei Mamontov | 300,36 |

#### Női
| Versenyszám           | Arany                                         | Arany  | Ezüst                                        | Ezüst  | Bronz                                                      | Bronz  |
| --------------------- | --------------------------------------------- | ------ | -------------------------------------------- | ------ | ---------------------------------------------------------- | ------ |
| 1 m-es műugrás        | Heike Fischer · Németország                   | 308,58 | Vera Ilyina · Oroszország                    | 307,53 | Natalya Umyskova · Oroszország                             | 285,03 |
| 3 m-es műugrás        | Yuliya Pakhalina · Oroszország                | 329,94 | Ditte Kotzian · Németország                  | 319,08 | Conny Schmalfuß · Németország                              | 295,29 |
| 10 m-es toronyugrás   | Anke Piper · Németország                      | 337,05 | Tania Cagnotto · Olaszország                 | 331,32 | Olga Leonova · Ukrajna                                     | 321,93 |
| 3 m-es szinkronugrás  | Németország · Ditte Kotzian · Conny Schmalfuß | 312,00 | Oroszország · Vera Ilyina · Yuliya Pakhalina | 308,76 | Olaszország · Tania Cagnotto · Maria Marconi               | 268,98 |
| 10 m-es szinkronugrás | Németország · Ditte Kotzian · Annett Gamm     | 309,78 | Ukrajna · Olga Leonova · Olena Zhupina       | 284,97 | Oroszország · Yevgeniya Olshevskaya · Svetlana Timoshinina | 283,02 |

### Szinkronúszás
| Versenyszám | Arany                                                   | Arany  | Ezüst                                         | Ezüst  | Bronz                                         | Bronz  |
| ----------- | ------------------------------------------------------- | ------ | --------------------------------------------- | ------ | --------------------------------------------- | ------ |
| Egyéni      | Virginie Dedieu · Franciaország                         | 99,100 | Anastasia Davydova · Oroszország              | 97,900 | Gemma Mengual · Spanyolország                 | 97,100 |
| Páros       | Oroszország · Anastasia Davydova · Anastasiya Yermakova | 99,300 | Spanyolország · Gemma Mengual · Paola Tirados | 97,900 | Franciaország · Virginie Dedieu · Myriam Glez | 96,600 |
| Csapat      | Oroszország                                             | 99,000 | Spanyolország                                 | 98,100 | Olaszország                                   | 96,400 |